# Первухин, Василий Арсеньевич
Первухин, Василий Арсеньевич (1831—1884) — купец 2-й гильдии, городской голова Челябинска с 1872 по 1874 год.
С ранней юности работал на золотых приисках конторщиком, потом завёл собственное дело. Занимался разведкой и разработкой золотосодержащих песков на Южном Урале, недвижимости в Челябинске не имел. Был сведущ во многих делах, расторопен, занимался благотворительностью. В Челябинске имел следующие должности в городском обществе управлении: смотритель за перекупом и справочными ценами (1854); директор городского общественного банка (1869—1872); городской голова (1872—1874).